# Wiko
Wiko est une marque commerciale du fabricant chinois Tinno déposée en France par sa filiale française Wiko SAS
Apres le Wiko T-60 sorti en 2023 La marque Wiko n’a pas sorti de nouveau modèle (La marque disparaît petit a petit.)

## Histoire
La marque Wiko est créée à Hong Kong en 2010 puis déposée en France à l'INPI en 2011, mais il existe antérieurement une marque française Wiko déposée en 2006 et exploitée dans les télécoms par deux entrepreneurs français.
La société Wiko Mobile est fondée en 2011 à Marseille par Laurent Dahan, Michel Assadourian et James Lin, patron de la société chinoise Tinno via la holding revendiquant la marque « wiko » en France dont elle est une filiale à 95 %,,,, puis à 100 % début 2018. Wiko représente environ 50 % du chiffre d'affaires de Tinno. Les 200 employés français assurent un service après-vente et commercial interne, depuis Marseille.
À l'origine, les équipes françaises de Wiko envoient le cahier des charges au fabricant chinois Tinno, qui leur envoie des prototypes qu'ils modifient pour adapter le téléphone au marché français. Les analystes considèrent Wiko comme un fabricant chinois disposant d'un « bureau de compétences » en France et basant sa communication (publicités, réseaux sociaux) sur cette image française afin de se faire passer pour « un acteur local ».
Lors du premier trimestre de 2013, la marque représente 31,6 % des ventes sur internet et 10,5 % des ventes physiques ce qui la place au 3e rang du marché français (hors offres opérateurs en boutique et sur site web) selon le cabinet GfK – généralement les téléphones de milieu et haut de gamme sont achetés avec des offres opérateurs (qui ne sont pas comptabilisées dans ce classement) ; pour les téléphones ayant des prix plus bas, ils sont souvent directement vendus hors opérateurs. Beaucoup de téléphones Wiko ont la possibilité d'accueillir deux cartes SIM (double SIM), sauf le Wax, le Highway 4G, le KIte 4G, le Rainbow 4G et le Birdy 4G. En effet, ceux-ci utilisent la puce nvidia Tegra 4i, qui permet de capter le réseau 4G, mais sans pouvoir utiliser deux cartes SIM. La société annonce compter, mi-2013, un million de clients et espérait en avoir le double à la fin de l'année 2013,.
Wiko était, début 2014, le no 2 sur le marché français des smartphones vendus sans abonnement, derrière Samsung, avec 10 à 15 % de part de marché.
En 2016, 2017 et 2018 le chiffre d'affaires de la société Wiko en France serait voisin de 1 milliard d'euros annuels avec plusieurs dizaines de millions de terminaux vendus chaque année en France.
Le 14 janvier 2019 les sociétés Wiko et Wiko Global sont fusionnées, la première absorbe la seconde qui est radiée.
Le 15 mars 2019, le groupe annonce la mise en place d'une rupture conventionnelle collective, sur la base du volontariat. Il ne précise pas combien de postes sont concernés par cette restructuration.

## Produits
Contrairement à Archos et à Echo Mobiles[réf. souhaitée], ses concurrents, Wiko ne conçoit pas ses appareils en France, mais les produits sont importés et commercialisés via la PME Wiko Mobile, basée à Marseille. Ceux-ci utilisent généralement le système d'exploitation Android et sont pourvus d'un double emplacement SIM (double SIM). 
L'entreprise classe ses téléphones en deux catégories : les « Mobiles » et les « Smartphones ». La catégorie des « Mobiles » regroupe tous les téléphones ne disposant pas d'un écran tactile[réf. souhaitée] et proposant des prix inférieurs à 70 €. La catégorie des « Smartphones » assure les meilleures ventes de la société, avec trois gammes de produits.
La marque, à l'instar de certains de ses concurrents, propose la possibilité d'accueillir deux cartes SIM (double SIM). 
En février 2020, Wiko revendique la quatrième place en France derrière Samsung, Apple et Huawei. 

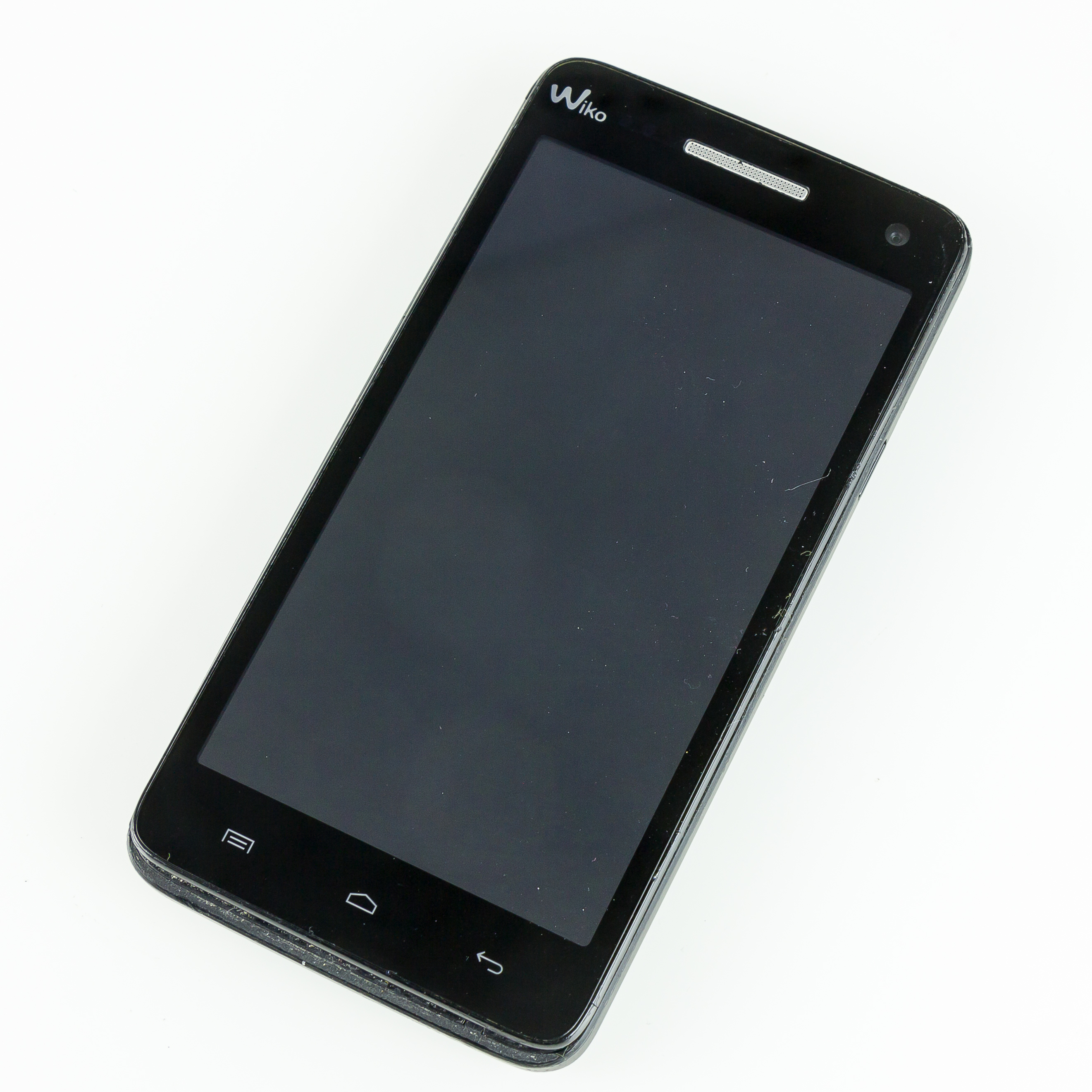
Wiko Rainbow 4G

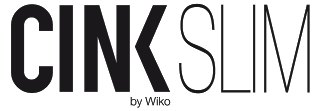
Logo du téléphone Wiko Cink Slim

## Controverses

### Contrefaçon de la marque Wiko
La marque Wiko est exploitée en France depuis 2006 par deux entrepreneurs français dans le secteur des télécoms. En 2010, Laurent Dahan dépose la marque Wiko en France puis la transfère à une holding basée à Hong Kong dont il détient 5 % des droits. Ce montage permet de présenter Wiko comme une marque française tout en payant la fiscalité de la marque à Hong Kong. Les propriétaires de la marque antérieure Wico ont essayé, en vain, de négocier avec la SAS Wiko, qui leur propose une indemnité dérisoire puis les accuse d'être déchus de leurs droits. En représailles, les propriétaires de Wico attaquent en 2016 la SAS Wiko pour contrefaçon, réclamant 30 M€ d'indemnisation au titre des exercices 2011 à 2015,. Depuis l'exercice 2015, Wiko ne publie plus ses comptes. Son bilan 2015 fait état d'un chiffre d'affaires de 220 millions d'euros. En 2016, Michel Assadourian communique « nous avons commercialisé plus de dix millions de téléphones portables ! » soit un chiffre d'affaires supérieur à 1 milliard d'euros. Il ajoute qu'il souhaite « faire de Wiko une marque emblématique dans le monde entier ». En dépit du conflit, la marque Wiko est cédée à la maison mère chinoise en 2017 pour une valeur de 170 M€. Mais, la valeur de la marque comptant pour une large part dans la valeur de l'entreprise, la bourse de Shenzhen suspend indéfiniment la cotation du titre de la maison mère qui rachète en 2018 les 5 % de sa filiale Wiko pour un montant de 40 M€. En 2017, Wiko confirme à nouveau 10 millions de téléphones vendus. Avec l'actualité internationale dans le secteur, le conflit entre Wico et Wiko pourrait s'étendre dans les nouvelles zones géographiques ou la marque veut s'installer, notamment aux États-Unis et en Chine.

### Plan social
Après les années fastes, Wiko SAS connaît des difficultés et annonce en mars 2019 un plan social. À partir de septembre 2019, 90 salariés acceptent de partir sur la base du volontariat. 

### Offres de remboursement
La marque Wiko est mise en cause par un consommateur dans la gestion d'une offre de remboursement (ODR). En effet, celui-ci s'est par exemple vu refuser le remboursement au motif qu’une des nombreuses mentions à entourer est surlignée au lieu d’être entourée.

### Conditions de fabrication des smartphones
En novembre 2014, un reportage de l'émission Cash investigation (intitulé Les secrets inavouables de nos téléphones portables) accuse Wiko et d'autres grandes marques telles que Samsung, Apple, Nokia, Motorola, Sony, LG, Huawei, Blackberry, ZTE, HTC de collaborer avec un prestataire chinois faisant travailler des enfants pour la fabrication de ses smartphones,,,.

### Collecte et transmission des données statistiques
En novembre 2017 il est révélé que Tinno, la société chinoise propriétaire de Wiko fabriquant ses smartphones, reçoit des données techniques tous les mois via des applications préinstallées sur les appareils. Ces données sont collectées par Wiko sur les smartphones de ses clients sans leur consentement. À la suite de ces révélations l'entreprise française confirme l'existence de ce système et affirme ne pas géolocaliser ses smartphones tout en annonçant une nouvelle version de son application,.

### Mise en conformité avec les normes relatives au débit d'absorption spécifique
En juillet et octobre 2018, dans le cadre de la controverse relative à la commercialisation de téléphones portables non conformes, l'Agence nationale des fréquences a exigé, après contrôles, que la société Wiko mette à jour deux de ses modèles, le Wiko Tommy2 Bouygues Telecom et le Wiko View pour dépassement des normes réglementaires du débit d'absorption spécifique (DAS) pour le tronc,.